# Jerry Nowak
Gerald (Jerry) Chester Nowak (Detroit, 16 april 1936) is een Amerikaans componist, muziekpedagoog, dirigent, klarinettist en saxofonist.

## Levensloop
Nowak studeerde muziek aan de Trenton State College, nu The College of New Jersey in Ewing (New Jersey), waar hij zowel zijn Bachelor of Science in muziekopleiding alsook zijn Master of Music in compositie behaalde. Zijn docenten aldaar waren Charles Russo (klarinet), Herbert Pate (zang) en Finley Williamson (koordirectie). Verder studeerde hij privé compositie en orkestratie bij Lucien Cailliet.
Aanvankelijk werkte hij als klarinettist, saxofonist en zanger in de regio New York en in Philadelphia. Hij begeleidde Burt Bacharach en speelde in diverse big bands en jazzensembles mee. Nowak behoorde tot de medeoprichters van het "Philadelphia Saxophone Quartet" en werkte ook in het New Jersey Saxophone Quartet mee.
Nowak was als gastdirigent verbonden aan het "Delaware Valley Philharmonic Orchestra" en is dirigent van het "Delaware Valley Wind Symphony Orchestra".
Hij was van 1969 tot 2005 professor in muziek aan het Bucks County Community College in Newtown (Pennsylvania); sindsdien is hij professor emeritus. Nowak was als gastdocent en gastdirigent werkzaam in verschillende colleges en universiteiten in de Verenigde Staten en in Australië. Hij is een veelgevraagd jurylid bij concertwedstrijden. Samen met zijn broer is hij auteur van zowel het boek: Conducting the Music, Not the Musicians, alsook van het boek The Art of Expressive Playing die beide bij de muziekuitgeverij Carl Fischer in New York gepubliceerd werden.
Nowak werkt als arrangeur en dirigent voor Jim Gafgen, die als tenor aan de oostkust van de Verenigde Staten werkt. Vanaf 1989 werkt hij bij het jaarlijkse Festival Australian Band and Orchestra Directors’ Association in New South Wales in Sydney.
Hij is een zeer productief componist voor harmonieorkest, jazzensembles en kamermuziek.

## Composities (Uittreksel)

### Werken voor harmonieorkest
- 1971 Fanfares
- 1971 Fanfares For The Uncommon Band
- 1971 Movin' Right Along
- 1972 At The Summit
- 1972 Cecilia
- 1972 Jingo Jango
- 1972 Olympic Fanfare and March
- 1972 The Masterpiece
- 1972 Toy Parade
- 1973 Battle Cry of Freedom
- 1973 Bicentennial Parade March
- 1973 Kodachrome
- 1974 Calypso Song
- 1974 Great Songs From Today's Movies
- 1974 I Won't Last A Day Without You
- 1974 Suite, voor blaaskwintet en harmonieorkest
- 1974 The Sound Of Philadelphia
- 1974 Two Men From Karamoja, selectie
- 1975 Do You Hear What I Hear
- 1975 Only Yesterday
- 1975 Rhinestone Cowboy
- 1975 The American Festival March
- 1976 Bugler’s Dream
- 1976 Danse Comique
- 1976 March of The Freeman
- 1976 Merry Christmas Darling
- 1976 Presentation
- 1976 Rock Away
- 1977 Bandstand Boogie
- 1977 Beth
- 1977 Holiday For Bells
- 1977 New Freedom Overture
- 1977 Out of Nowhere
- 1978 Feels So Good
- 1978 The Golden Shield
- 1979 Boogie Wonderland
- 1979 I Will Survive
- 1979 Mork And Mindy Theme
- 1979 Percussion Portrait
- 1979 Swinging On A Star
- 1980 Forty Second Street
- 1980 Lady
- 1980 Send In The Clowns
- 1981 El Chico Muchacho
- 1981 Frank Sinatra in Concert
- 1981 The Matador

- 1981 Two Songs from the British Isles
  1. Lavender Blue
  2. Loch Lomond
- 1982 Bravada
- 1982 Clarinetics
- 1982 Coronation Suite
  1. Fanfare and Procession
  2. Serenade for a Princess
  3. Celebration
- 1982 Great Lakes Overture
- 1982 I Sing The Body Electric
- 1982 What I Did For Love
- 1983 A Christmas Portrait[1]
- 1983 A Symphonic Portrait of Andrew Lloyd Webber
- 1983 Advance Guard, mars
- 1983 Alto Rhapsody, voor altsaxofoon solo en harmonieorkest
- 1983 Every Breath You Take
- 1983 Route 66
- 1983 Sandy Lake March
- 1983 Sarratoga March
- 1984 Calypso Magic
- 1984 Celebration March
- 1984 Fanfare and Chorale
- 1984 Prelude And Dance
- 1984 Rock 'n' Roll Explosion
- 1984 She Bop
- 1984 The Kicker
- 1984 The Silver Sword
- 1985 Arioso
- 1985 Blue Diamond Polka
- 1985 Every Time You Go Away
- 1985 Do They Know It’s Really Christmas
- 1985 We Built This City
- 1986 Asian Song
- 1986 Edge of Heaven
- 1986 Prelude And Canon
- 1986 Ringwood Lake Overture
- 1986 Salut to Liberty
- 1986 Spring Song
- 1986 Tonal Reflections
- 1987 El Camino
- 1987 Funkytown
- 1987 Honor Guard March
- 1987 On Parade
- 1987 Spirit of Freedom
- 1987 Star Voyager

- 1987 Suite For Winds
- 1987 The White Ensign
- 1987 Winter Holidays
- 1988 Autumn Sunset
- 1988 Kokomo
- 1988 Rock Solid!
- 1988 Seascape
- 1988 Spirits of the Corps
- 1988 Summer In The Park
- 1989 Ain't Misbehavin
- 1989 Calypso Rhapsody
- 1989 Celebrate
- 1989 Louie, Louie
- 1989 Rhythm Nation
- 1989 Sergeant Pepper's Lonely Hearts Club Band
- 1989 The Royal Grenadiers
- 1989 Under The Sea
- 1990 Apogee
- 1990 Festival of American Spirituals
- 1990 Finger Lakes Festival March
- 1990 March of The Royal Guards
- 1990 The Wind Beneath My Wings, voor zangstem en harmonieorkest
- 1990 Trumpets Two
- 1991 Friends In Low Places
- 1991 March And Chorale
- 1991 Rush Rush
- 1992 Jamaican Holiday
- 1993 How Do You Talk to an Angel
- 1993 Someone Like You, voor zangstem en harmonieorkest
- 1993 The Silver Sword
- 1996 An American Patriotic Medley
- 1996 Paragon
- 1996 Quest For Freedom
- 1996 Under The Southern Cross
- 1996 Visions
- 2009 Fanfare, Chorale and Fugue
- 2009 Way Down in New Orleans
- Crown Point Overture
- Percussion Peagant
- Reverie
- Spanish Dance
- Spirit of America
- The Kids from Showcase
- Trumpet Tribute

### Werken voor jazzensemble
- 1976 Rock-A-Bye
- 1976 Playin' The Blues
- 1979 Latin Nights
- 1979 Night Life
- 1980 Chica de Espana
- 1980 Walkin’ Home with Brother Bill
- 1988 Livin' Easy
- 1999 Born To Hand Jive
- 2001 How Deep Is The Ocean, voor zangstem en jazzensemble
- 2006 Alegria Latina
- 2006 Down Under Shuffle
- 2007 Chris' Tune

## Media
1. ↑  A Christmas Portrait door Delaware Valley Wind Symphony o.l.v. Jerry Nowak. Gearchiveerd op 10 april 2023.

- Gemeinsame Normdatei: 1021060526
- International Standard Name Identifier: 0000 0000 7380 6102
- Library of Congress Control Number: n93022797
- MusicBrainz: e1c6b136-6567-47e8-8710-7c78ae7df34a
- Nederlandse Thesaurus van Auteursnamen: 074272675
- Système universitaire de documentation: 099118513
- Virtual International Authority File: 60752784
- WorldCat: E39PBJbtmfbMq88p8cTgYGGbVC